# Direktørens Datter
Direktørens Datter er en dansk stum romantisk dramafilm fra 1912 produceret af Nordisk Films Kompagni og instrueret af August Blom. Filmens manuskript er krediteret til en "Mac Donald". 

## Handling
Biografdirektørens smukke datter Oda er eftertragtet af biografens forretningsfører, hr. Randel. Oda er imidlertid ikke intereseeret i Randel, men derimod i biografens operatør, hr Linck. Randel saboterer en filmfremvisning, hvilket Linck får skylden for og bliver fyret. Randel bliver dog afsløret, og sammenhængen opklares, og Oda og Linck får hinanden.

## Medvirkende
- Carl Alstrup
- Karen Lund
- Frederik Jacobsen
- Svend Melsing
- Jenny Roelsgaard
- Valda Valkyrien